# Shakira
Shakira Isabel Mebarak Ripoll (n. 2 februarie 1977, Barranquilla, Columbia), mai cunoscută sub numele de scenă Shakira, este o cântăreață, textieră, actriță, dansatoare, filantroapă și producătoare columbiană. Ea a debutat la începutul anilor '90 în țara sa natală, devenind cunoscută pe întregul continent odată cu lansarea albumului Pies Descalzos în anul 1996. Acesta a fost urmat după doi ani de materialul ¿Dónde Están Los Ladrones?.
Începând cu mileniul al treilea, Shakira a devenit cunoscută în întreaga lume grație discului Laundry Service, acesta comercializându-se în peste cincisprezece milioane de unități. Promovarea s-a realizat cu ajutorul unor cântece precum „Whenever, Wherever”, „Underneath Your Clothes” sau „Objection”, primul fiind unul dintre cele mai mari succese comerciale ale deceniului. În anul 2005, solista a promovat înregistrarea „La Tortura”, care a devenit primul single de pe materialul Fijación Oral Vol. 1. Piesa s-a bucurat de aprecieri la nivel mondial, fiind unul dintre cele mai de succes cântece în limba spaniolă. Fijación Oral Vol. 1 a fost succedat de Oral Fixation Vol. 2, o colecție de compoziții în limba engleză. Pe o versiune reeditată a acesteia a fost inclusă piesa „Hips Don't Lie”, ce a obținut locul întâi în majoritatea ierarhiilor muzicale din lume.
Discul ce include materialul de studio cu numărul opt al interpretei se intitulează She Wolf și a fost lansat în octombrie 2009 în Europa. El a fost precedat de promovarea cântecului omonim ce marchează o schimbare de stil muzical și de imagine pentru Shakira. Acesta a fost urmat de Sale el Sol — un an mai târziu — care constituie sinteza celor aproximativ douăzeci de ani de carieră muzicală ai solistei.
De-a lungul carierei sale solista a vândut peste 50 de milioane de albume, fiind declarată cel mai bine vândut artist columbian al tuturor timpurilor și una dintre cele mai cunoscute interprete de muzică latino. De asemenea, cantautoarea a fost răsplătită cu două premii Grammy și cu șapte trofee Latin Grammy pentru realizările sale muzicale. Piesele sale „Whenever, Wherever”, „La Tortura” și „Hips Don't Lie” au stabilit recorduri nedoborâte de alți muzicieni până în momentul de față.

## Copilăria și primele activități muzicale

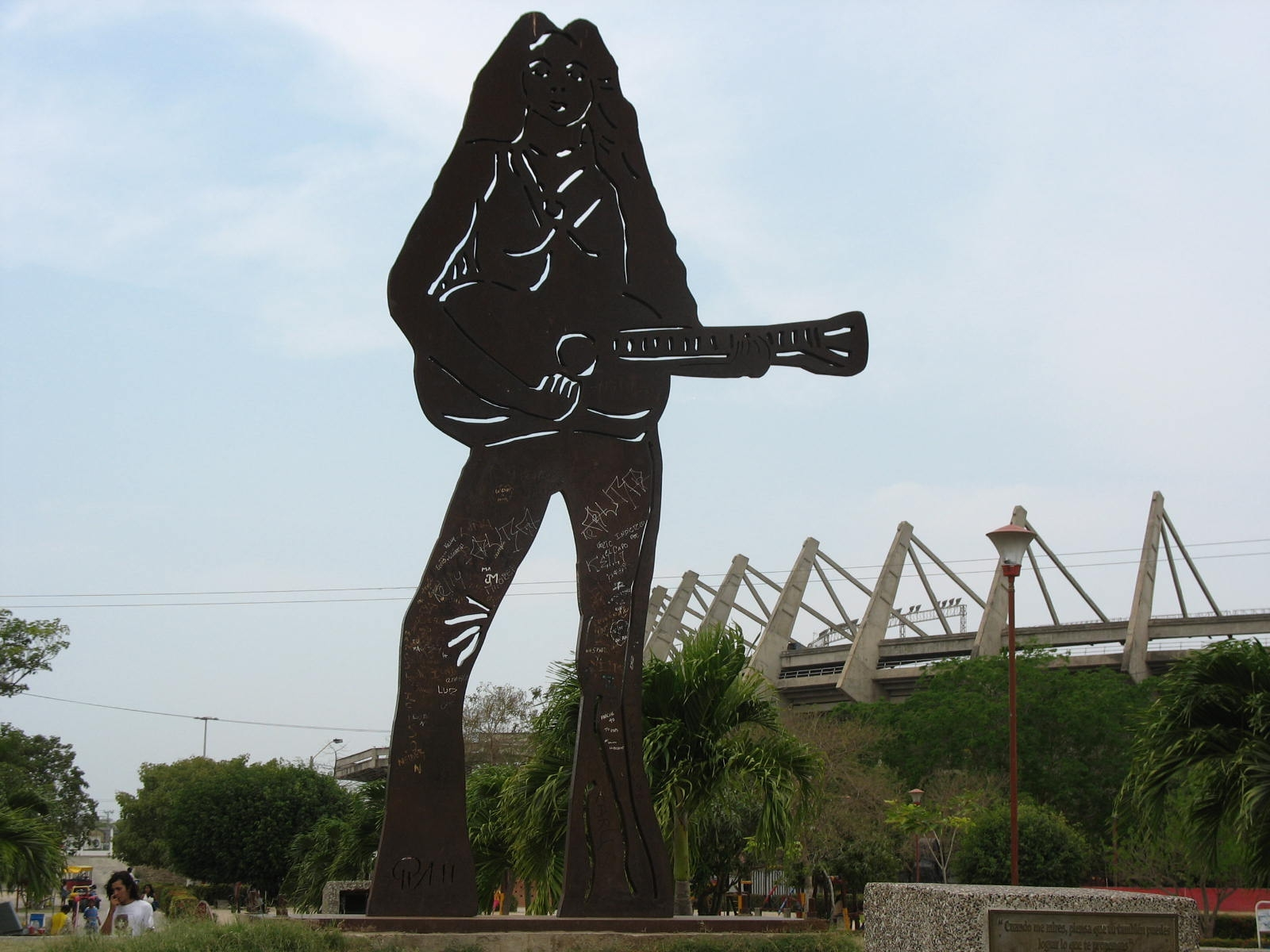
Statuia Shakirei din orașul său natal, Barranquilla.

Shakira s-a născut pe data de 2 februarie 1977 în orașul Barranquilla din Columbia, părinții săi fiind Nydia del Carmen Ripoll Torrado, de origine spaniolă și William Mebarak Chadid, de origine libaneză. Are opt frați și surori vitregi dintr-o căsătorie anterioară a tatălui ei. Este de religie romano-catolică. Interpreta a dat dovadă de spirit creativ încă de la o vârstă fragedă, ea compunând prima sa poezie, „La Rosa De Cristal” (română :„Trandafirul de cristal”), la vârsta de patru ani. De-a lungul copilăriei sale ea a realizat o serie de opere literare scurte, în timp ce primul său cântec a fost scris la vârsta de opt ani. „Tus gafas oscuras” (ro: „Ochelarii tăi negri”) a fost inspirat de un accident de motocicletă care s-a soldat cu moartea unuia dintre frații săi vitregi. Termenul „Shakira” reprezintă în limba arabă cuvântul „recunoscătoare”.
Tot la vârsta de patru ani, tatăl său a dus-o la un restaurant cu specific oriental, unde a audiat pentru prima dată sunetele specifice muzicii din Orientul Mijlociu. La scurt timp ea a început să danseze pe masă, lucru aclamat de persoanele prezente. Conform artistei, acest lucru a fost provocat de „un instinct natural de a-mi mișca șoldurile și de a da din buric în ritmul muzicii”. În ciuda pasiunii sale pentru muzică, ea nu a fost primită în corul școlii din care făcea parte datorită modulației sale vocale, care era prea pronunțată. În același timp, profesorul său de muzică a asemănat vocea sa cu sunetele unei capre. Solista s-a întors în cadrul instituției după ce a câștigat primul său concurs muzical pentru a-i dovedi profesorului său potențialul său.
La vârsta de opt ani compania la care lucra tatăl Shakirei a dat faliment. În timp ce se stabiliza situația ea a locuit cu rudele sale în Los Angeles, California. La întoarcerea în Barranquilla ea a observat faptul că majoritatea bunurilor familiei erau vândute. Ulterior ea a declarat despre acestea următoarele: „În mintea mea de copil, acesta era sfârșitul lumii”. Tatăl ei a dorit să îi arate că situația poate fi mai rea decât atât, ducând-o la un orfelinat. După doi ani a început să cânte la o serie de evenimente în localitatea sa natală, câștigând o oarecare notorietate. Producătoarea Monica Ariza, care a fost impresionată de cântecele ei, l-a convins pe președintele Sony Columbia Ciro Vargas să organizeze o audiție pentru Shakira. A interpretat trei melodii și a semnat un contract care prevedea producerea a trei albume.

## Cariera artistică

### 1990 — 1994: Debutul discografic cu «Magia» și «Peligro»
Debutul interpretei în muzică s-a materializat în urma semnării unui contract de promovare cu firma Sony BMG, în actele semnate stipulându-se faptul că artista va lansa trei albume sub patronajul companiei. Shakira a devenit cunoscută pe teritoriul columbian începând cu anul 1991, perioadă în care și început cariera muzicală. Acest lucru s-a realizat în momentul lansării albumului Magia la nivel local în vara anului amintit. Lansat în format Compact Disc prin intermediul casei de discuri Columbia Records, materialul conține nouă compoziții, artista contribuind și la o parte din textele cântecelor. Genurile abordate pe acest material, promovat de solistă la vârsta de paisprezece ani, variază de la muzică latino la muzică pop, conținutul său fiind compus preponderent din balade. Magia s-a comercializat în mai puțin de o mie de unități în țara natală a solistei, lucru ce a determinat demararea procesului de compunere al unui nou disc.
Lansarea cântecului „Peligro” în ianuarie 1993 anunța promovarea unui nou material discografic de studio din partea Shakirei. Albumul a primit aceeași denumire precum discul single, el fiind lansat din nou doar în Columbia în primăvara aceluiași an. Înregistrările s-au desfășurat în timpul anului 1992, stilul muzical spre care s-a orientat solista fiind același, respectiv, muzică latino și pop. Fotografiile de promovare ale discului afișează o Shakira cu o atitudine mai matură decât cea expusă prin intermediul imaginilor realizate pentru proiectul anterior. Cu toate acestea, vânzările materialului au fost similare cu cele înregistrate de Magia, în ciuda schimbărilor efectuate. Shakira a decis apoi să ia o pauză pentru a promova liceul. În anul 1995 solista și-a făcut debutul în lumea actoriei, interpretând personajul Luisa Maria în telenovela columbiană El Oasis.

### 1995 — 1997: «Pies Descalzos» și debutul american
La finele anului 1995 se anunța lansarea celui de-al treilea album de studio al Shakirei, Pies Descalzos. Produsul este considerat a fi adevăratul debut al solistei, datorită faptului că celelalte materiale discografice au fost lansate doar în Columbia. Acesta a fost precedat de promovarea cântecului „Estoy Aquí”, primul extras pe single al materialului. Piesa s-a bucurat de succes în Statele Unite ale Americii, țară unde a ocupat locul secund în ierarhia Billboard Hot Latin Songs. La realizarea acestui proiect a contribuit și Luis Fernando Ochoa, el fiind producătorul executiv al întregului album. Înregistrările s-au desfășurat atât în Columbia cât și în S.U.A.. Lansarea oficială a materialului a avut loc în luna aprilie a anului 1996, în timp ce distribuirea discului în Regatul Unit a început la aproximativ doi ani și jumătate diferență, pe data de 1 octombrie 1999. Pies Descalzos a fost întâmpinat cu aprecieri din partea criticilor muzicali de specialitate, Jose F. Promis de la Allmusic declarând: „Per total, Pies Descalzos reprezintă un debut solid venit din partea unui tânăr artist care se află încă în plină evoluție și care mai târziu își va duce la îndeplinire potențialul artistic”.
Materialul s-a bucurat de succes comercial în America de Sud și Statele Unite ale Americii, vânzările totale ale acestuia ridicându-se la aproximativ 4 - 5 milioane de exemplare la nivel mondial. Pies Descalzos a fost recompensat cu un disc de platină în S.U.A. și cu două discuri de platină în Argentina pentru numărul semnificativ de albume comercializate. Numărul mare de copii cumpărate s-a datorat în mare parte discurilor single ce au precedat „Estoy Aquí”. Printre acestea se numără „Dónde Estás Corazón?”, „Pies Descalzos, Sueños Blancos”, „Un Poco De Amor”, „Antología” sau „Se Quiere, Se Mata”., care a ajuns pe locul opt în clasamentul de muzică latino din SUA. În sprijinul albumului a venit și turneul de promovare Pies Descalzos, care a cuprins peste douăzeci de recitaluri pe teritoriul american. În anul 1997 Shakira a fost recompensată cu trei premii Billboard Latin Music Awards, la categoriile „Albumul anului”, „Cel mai bun videoclip” și „Cel mai bun artist debutant”.
La scurt timp a fost lansat discul The Remixes, ce conține și o serie de versiuni în limba portugheză ale unor șlagăre lansate de solistă până în acel moment. Acest lucru s-a datorat succesului înregistrat de albumul Pies Descalzos în Brazilia, teritoriu unde materialul s-a comercializat în aproximativ un milion de exemplare. The Remixes s-a vândut în aproximativ 500.000 de unități la nivel mondial.

### 1998 — 2000: «Dónde Están Los Ladrones?«și «MTV Unplugged»
Pe parcursul anului 1998 Shakira s-a concentrat pe compunerea unui nou material discografic de studio ce va fi lansat la nivel mondial. El s-a concretizat în momentul în care a apărut pe piață discul Dónde Están Los Ladrones?. Acesta a fost inspirat dintr-un episod nefericit din viața cântăreței, moment ce a tentat-o chiar să își încheie cariera artistică. În timpul înregistrărilor pentru noul material, artistei i-a fost furată dintr-un aeroport o valiză în care se aflau o sumedenie de texte aparținând unor cântece. În ciuda acestui aspect, înregistrările au fost finalizate și ¿Dónde Están Los Ladrones? a devenit un nou succes comercial. Discul a fost apreciat și de critica de specialitate, mulți recenzori remarcând un progres față de celelalte albume.
În Statele Unite ale Americii albumul a ocupat locul 131 în clasamentul principal american, Billboard 200 și a staționat în fruntea ierarhiei discurilor de muzică latino timp de unsprezece săptămâni. Această prezență constantă în listele muzicale au fost reflectate și de vânzări, ¿Dónde Están Los Ladrones? comercializându-se în aproximativ 1,5 milioane de exemplare doar pe continentul nord-american. Vânzările totale ale materialului sunt estimate la 7 - 8 milioane de unități la nivel global. Promovarea s-a realizat în principal prin lansarea unor extrase pe single, primul fiind „Ciega, Sordomuda”, care a devenit în scurt timp unul dintre cele mai cunoscute cântece ale sale în limba spaniolă. Alte înregistrări notabile includ discurile single „No Creo„, „Inevitable”, „Tu” și „Ojos Asi”, cel din urmă beneficiind de o versiune în limba engleză inclusă pe albumul următor al Shakirei, Laundry Service''.
La doar un an de la punerea în vânzare a albumului ¿Dónde Están Los Ladrones?, solista a lansat un disc ce include înregistrări live. MTV Unplugged a devenit unul dintre cele mai cunoscute și apreciate albume de acest gen, câștigând și un premiu Grammy. Pentru succesul întâmpinat de cel de-al patrulea album, Shakira a fost răsplătită cu o serie de nominalizări la premiile Grammy și Latin Grammy. La gala de decernare a celor din urmă trofee, artista a interpretat piesa „Ojos Asi”, pentru care a primit și o statuetă în cadrul aceleiași ceremonii. De asemenea, compoziția „Octavo Dia” a fost desemnată „Cea mai bună interpretare pop feminină.

### 2001 — 2004: Succesul mondial obținut prin «Laundry Service»

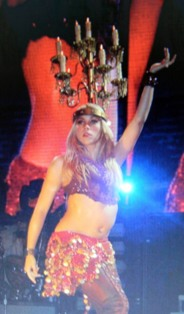
Shakira interpretând piesa „Whenever, Wherever” în Rotterdam, în timpul Turneului mangustei.

În urma succesului înregistrat de Pies Descalzos și Dónde Están Los Ladrones? pe continentul american, Shakira a început înregistrările pentru primul său album în limba engleză, Laundry Service. Acest lucru a fost decis în urma performanțelor notabile ale altor interpreți de muzică latino, cum ar fi Enrique Iglesias sau Ricky Martin, care s-au bucurat de aprecieri la nivel mondial.
Primul extras pe single în limba engleză a fost „Whenever, Wherever”, ce a devenit în scurt timp un șlagăr la nivel global, fiind cea mai cunoscută piesă a anului 2002. Cântecul a ocupat locul 1 în majoritatea clasamentelor din Europa și Oceania, în timp ce versiunea sa în limba spaniolă („Suerte”) a înregistrat vânzări notabile în țările din America Latină. Materialul pe care a fost inclusă compoziția, Laundry Service, a fost lansat la nivel internațional la doar câteva luni distanță, ocupând locul 3 în Billboard 200, cea mai bună clasare a unui disc al Shakirei în S.U.A.. La scurt timp a fost lansată balada „Underneath Your Clothes”, care a sporit numărul de unități comercializate ale albumului de proveniență, ocupând locul 1 în țări precum Australia sau Austria, regiuni unde a obținut și vânzări ridicate. Acesta a fost succedat de alte patru înregistrări, — „Te Dejo Madrid”, „Objection”, „Que Me Quedes Tu” și „The One” — ele ajutând discul de proveniență să reziste timp de mai multe săptămâni consecutive în ierarhiile de specialitate.
Recenziile realizate de critica de specialitate au fost preponderent favorabile, însă unele publicații au blamat încercarea prematură a artistei de a intra pe piața mondială printr-un material în limba engleză. În ciuda acestui aspect, discul s-a comercializat în peste cincisprezece milioane de exemplare la nivel global. Pentru a promova discul Laundry Service s-a realizat un turneu intitulat Tour of the Mongoose, acesta vizitând o serie de țări de pe toate continentele. O compilație numită Grandes Exitos a fost lansată la finele anului 2002, aceasta cuprinzând cele mai cunoscute cântece în limba spaniolă ale artistei.

### 2005 — 2007: Era «Fixațiilor»
La doi ani de la încheierea tuturor formelor de promovare a discului Laundry Service, Shakira a început înregistrările pentru noile albume de studio, Fijación Oral Vol. 1 și Oral Fixation Vol. 2. Primul dintre acestea, Fijación Oral Vol. 1, conține compoziții interpretate în limba spaniolă, fiind și primul lansat. Materialul a fost precedat de lansarea extrasului pe single „La Tortura”, o colaborare cu artistul spaniol Alejandro Sanz. Piesa a devenit în scurt timp un succes pe întregul continent american, dar și în Europa. Cântecul deține recordul de cele mai multe săptămâni petrecute pe prima treaptă a clasamentului Billboard Hot Latin Songs, staționând în vârful acestuia timp de douăzeci și cinci de săptămâni. De asemenea, înregistrarea a devenit prima compoziție în limba spaniolă ce a fost interpretată pe scena premiilor MTV Video Music Awards, gală la care videoclipul adiacent cântecului a primit o serie de nominalizări. Fijación Oral Vol. 1 a debutat pe locul 4 în ierarhia americană Billboard 200, grație celor peste 157.000 de exemplare distribuite într-o singură săptămână. În prima zi materialul a primit triplu disc de platină în Columbia și un disc de platină în Venezuela, pentru ca două zile mai târziu să ajungă deja la peste un milion de exemplare comercializate. Vânzările la nivel global ale albumului se ridică la aproximativ patru milioane de unități, fiind și unul dintre cele mai bine comercializate produse de studio ale anului 2004. De pe material au mai fost extrase pe disc single patru cântece, „No”, „Dia de Enero”, „La Pared” și „Las De La Intuition”. Pentru acest disc Shakira a fost răsplătită cu un premiu Grammy la categoria „Cel mai bun album de muzică latino/rock”, artista câștigând și patru statuete Latin Grammy.

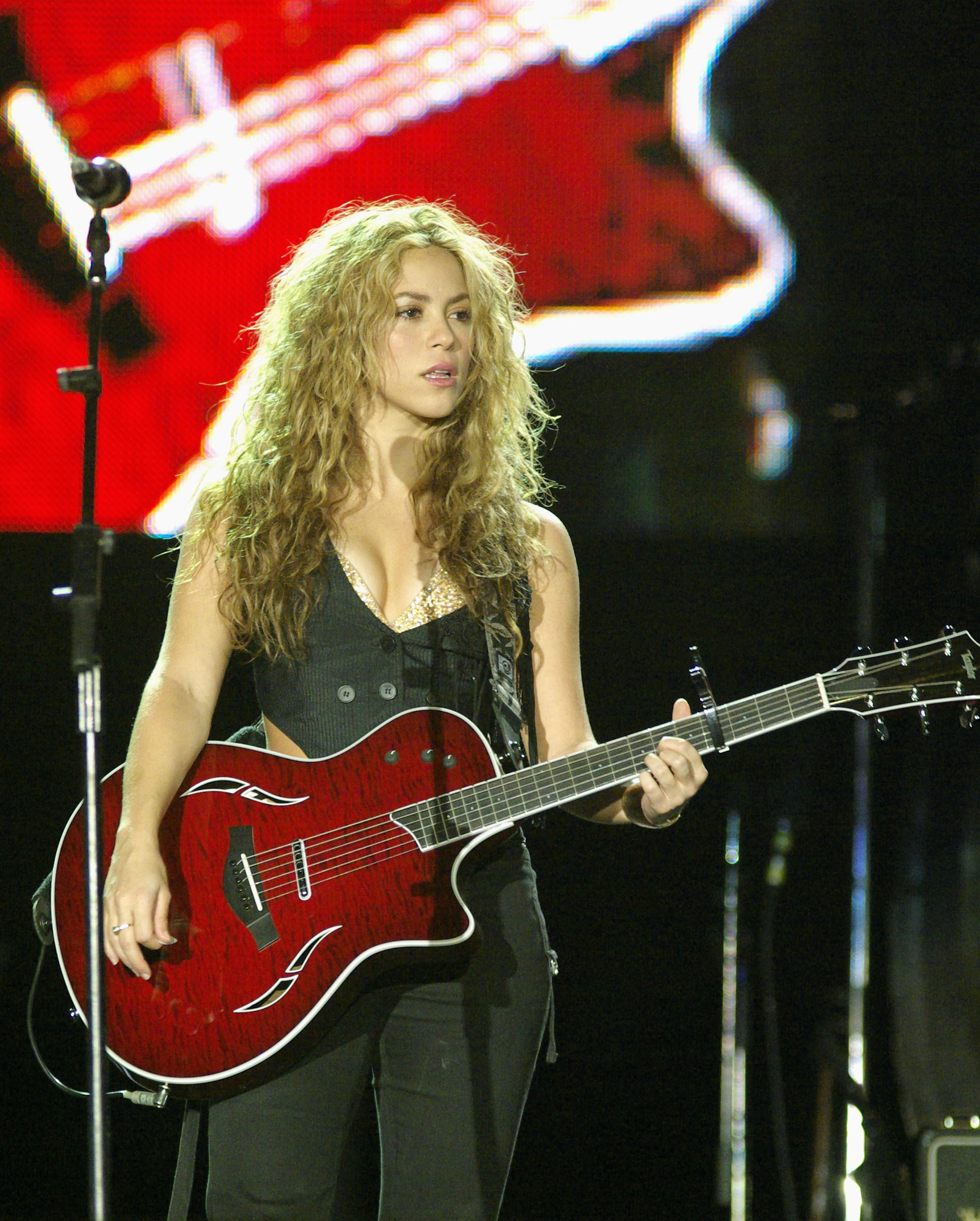
Shakira în timpul unui recital susținut în Brazilia în anul 2006.

La scurt timp a fost promovat extrasul pe single ce anunța lansarea albumului Oral Fixation Vol. 2, un produs de studio ce include doar cântece în limba engleză. Compoziția, intitulată „Don't Bother”, a fost interpretată în cadrul galei premiilor MTV Europe Music Awards, lucru ce a facilitat ascensiunea cântecului în listele muzicale. Albumul de proveniență a fost lansat la scurt timp, debutând pe poziția cu numărul 5 în Billboard 200. Coperta materialului o prezintă pe Shakira în ipostaza Evei în vecinătatea fructului interzis, această imagine dând naștere unor controverse. De asemenea, în unele țări Shakira a fost nevoită să modifice fotografia de prezentare a discului pentru a evita problemele.
Pentru a spori popularitatea și vânzările albumului, artista a înregistrat cântecul „Hips Don't Lie” alături de interpretul de muzică hip-hop Wyclef Jean. Înregistrarea a fost inclusă pe o versiune reeditată a materialului în cauză, ce a fost lansată pe data de 28 martie 2006. Compoziția s-a bucurat de succes la nivel global, ocupând locul 1 în peste cincizeci și cinci de țări sau teritorii, fiind cel mai bine vândut cântec al anului 2006. Proclamat imnul oficial al Campionatului Mondial de Fotbal din 2006, cântecul a fost remixat și interpretat de solistă înaintea finalei ce s-a desfășurat în Germania. Desemnat ca ultimul single al albumului, „Illegal” a fost lansat doar Europa. Oral Fixation Vol. 2 s-a comercializat în peste opt milioane de exemplare la nivel internațional, Shakira susținând un turneu de promovare pentru cele două materiale discografice de studio.

### 2007 — 2009: Era colaborărilor și contractul cu Live Nation

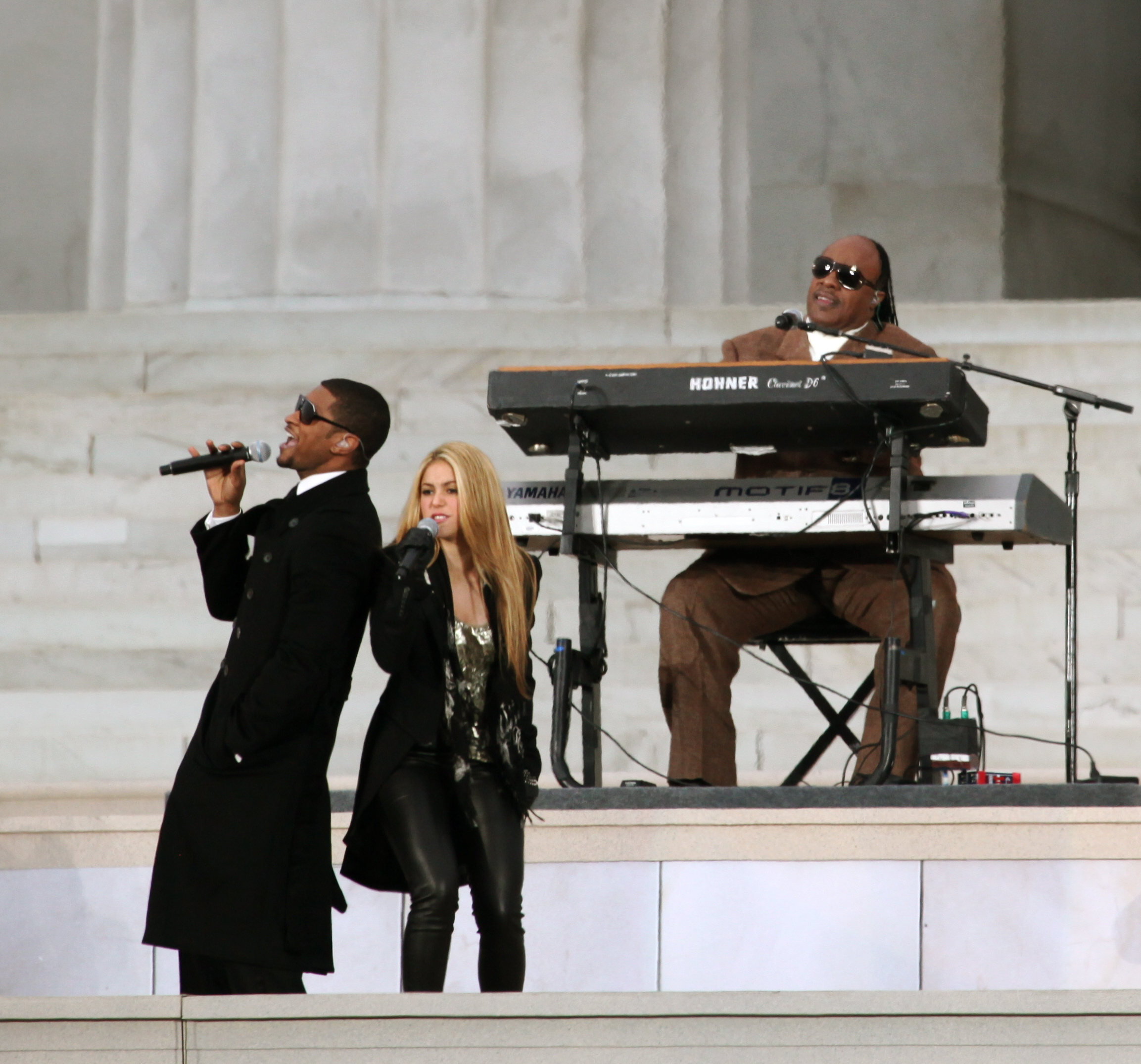
Shakira în compania interpreților americani Stevie Wonder și Usher în timpul ceremoniei de învestire a președintelui Barack Obama (ianuarie 2009).

La începutul anului 2007, Shakira a înregistrat un cântec în colaborare cu Beyonce Knowles, intitulat „Beautiful Liar”. Compoziția a fost realizată pentru a preceda reeditarea albumului din acea perioadă a lui Beyonce, B’Day, lansat în vara aceluiași an. După doar o săptămână de la startul comercializării extrasului pe single în format digital, „Beautiful Liar” a urcat de pe locul 94 până pe treapta cu numărul 3 în Billboard Hot 100, devenind — la acea vreme — cântecul cu cea mai rapidă ascensiune din istoria publicației Billboard în această ierarhie muzicală. Piesa s-a dovedit a fi un succes și la nivel internațional, ajungând în vârful listelor muzicale din peste treizeci și două de țări și devenind unul dintre cele mai bine vândute discuri single din întreaga carieră a lui Knowles. În aceeași perioadă, conform publicației Billboard, Shakira împreună cu Lil Wayne ar fi trebuit să colaboreze cu Carlos Santana pentru a realiza un cântec ce urma a fi inclus pe albumul său aniversar Ultimate Santana, însă cei doi nu s-au mai regăsit pe material. La finele anului 2007 artista a colaborat din nou cu Wyclef Jean, cei doi înregistrând cântecul „King and Queen”, ce a fost inclus pe albumul său Carnival Vol. II: Memoirs of an Immigrant.
Interpreta a realizat și două cântece pentru coloana sonoră a filmului Love in the Time of Cholera, acestea fiind „Despiadada” și „Hay Amores”. Primul dintre acestea a primit o nominalizare la Globul de Aur la categoria „Cea mai bună melodie originală”. Un al treilea cântec ce poartă semnătura solistei, „Pienso En Ti” (aflat pe albumul Pies Descalzos), a fost inclus și el pe coloana sonoră a producției. La data de 2 iulie 2008, solista a semnat un contract de promovare cu Live Nation pe o perioadă de zece ani. Casa de discuri se va ocupa de promovarea produselor ce poartă numele artistei și de organizarea de turnee. Valoarea contractului nu a fost confirmată de niciuna dintre părți, însă persoane afiliate negocierilor susțin faptul că în funcție de succesul întâmpinat de Shakira pe perioada contractului ea va încasa între 70 și 100 de milioane de dolari americani. Jason Garner, unul dintre reprezentanții Live Nation a declarat despre cântăreață următoarele: „Shakira este unul dintre puținii artiști globali în adevăratul sens al cuvântului. [...] Ea își poate vinde muzica și biletele la concerte în aproape orice colț al globului”. Contractul solistei cu casa de discuri Epic Records stipulează faptul că interpreta mai trebuie să lanseze încă trei albume sub egida acestei companii, — unul în limba engleză (She Wolf), unul în limba spaniolă și o compilație — eventualele turnee de promovare fiind însă dezvoltate sub patronajul Live Nation.
Pe data de 20 ianuarie 2009, Shakira a fost prezentă la ceremonia de instalare în funcție a președintelui american Barack Obama. Artista a făcut parte dintre numeroșii soliști prezenți la eveniment, ea interpretând cântecul „Higher Ground” împreună cu Usher și Stevie Wonder.

### 2009 — prezent: «She Wolf», «Waka, Waka» și «Sale el Sol»

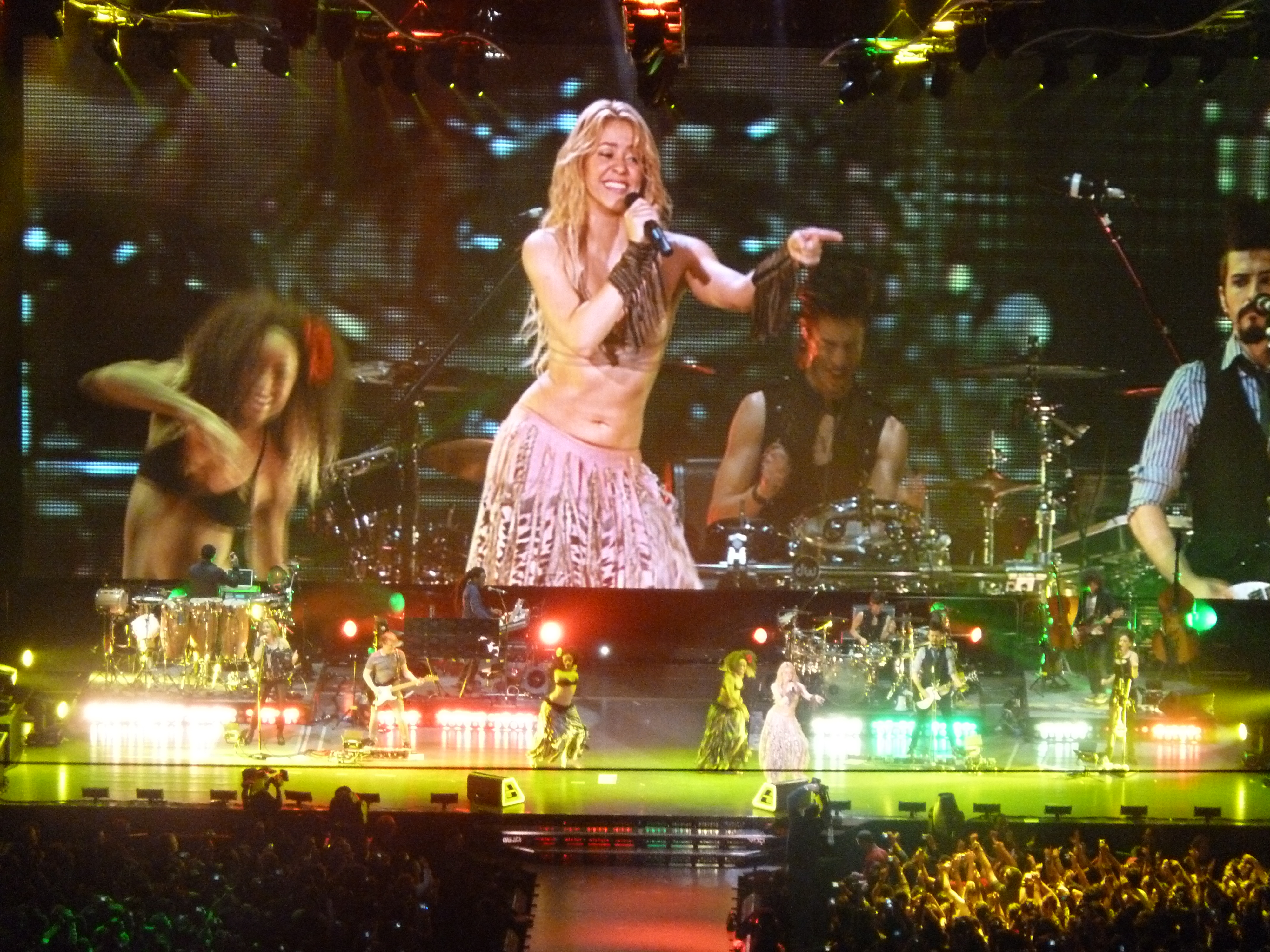
Shakira - „Waka Waka”

Compunerea unui nou album a început în februarie 2008, confirm unui interviu oferit de Shakira publicației El Heraldo. La începutul verii anului 2009, a luat startul campania de promovare a discului single „She Wolf”, ce se anunța a fi primul extras pe single al materialului omonim. Înregistrarea prezenta schimbarea de stil muzical abordat de solistă, aceasta migrând dinspre sfera muzicii pop și a celei latino spre noile tendințe muzicale, electropop și dance. De asemenea, videoclipul introducea o nouă imagine a cântăreței, una mai senzuală, aspect remarcat de diverse publicații. „She Wolf” a devenit în scurt timp un succes la nivel mondial, în timp ce videoclipul său a fost numit „o senzație pe internet”. Albumul a fost comercializat inițial în Irlanda și Germania, în prima țară ocupând locul 1, în timp ce data de lansare pentru America de Nord a fost decalată pentru luna noiembrie 2009. Cel de-al doilea single al albumului la nivel internațional se intenționa a fi „Did It Again”, însă s-a optat pentru promovarea sa în afara Statelor Unite ale Americii, teritoriu în care a fost promovată piesa „Give It Up to Me”, la care a colaborat cu Lil Wayne și Timbaland. Albumul de proveniență s-a bucurat de succes în America de Sud și Europa, unde în mai puțin de două luni s-a comercializat în peste 1,5 milioane de copii. La finele lunii decembrie 2009 a fost anunțat faptul că următorul single de pe album este înregistrarea „Gypsy”, care beneficiază și de o versiune în limba spaniolă.

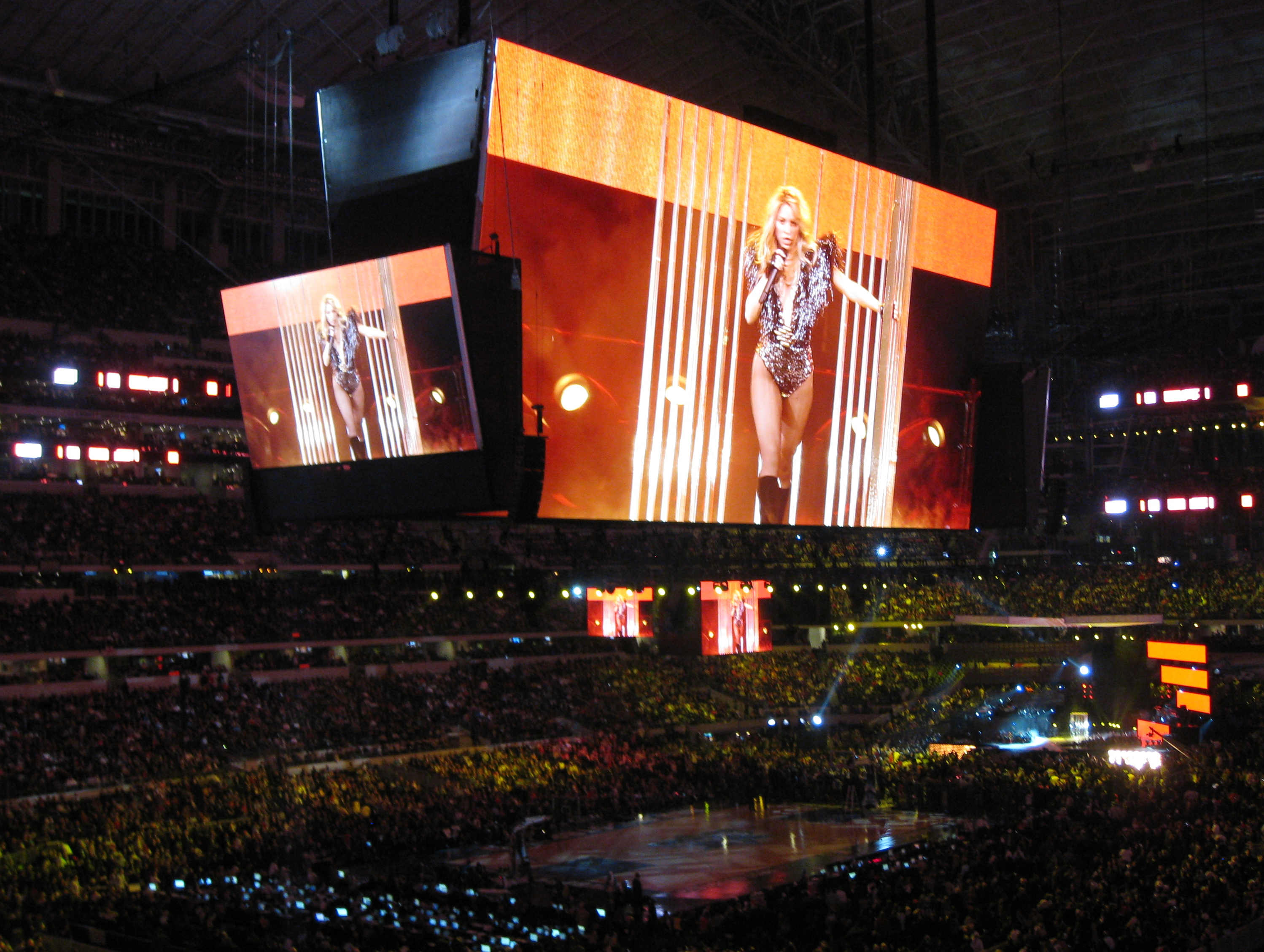
Shakira la NBA All-Star Game 2010 interpretând „She Wolf”

În februarie 2010, Shakira a fost prezentă la evenimentul NBA All-Star Game, alături de soliștii Alicia Keys și Usher, ea interpretând șlagărul „She Wolf” și înregistrarea „Give It Up to Me”.

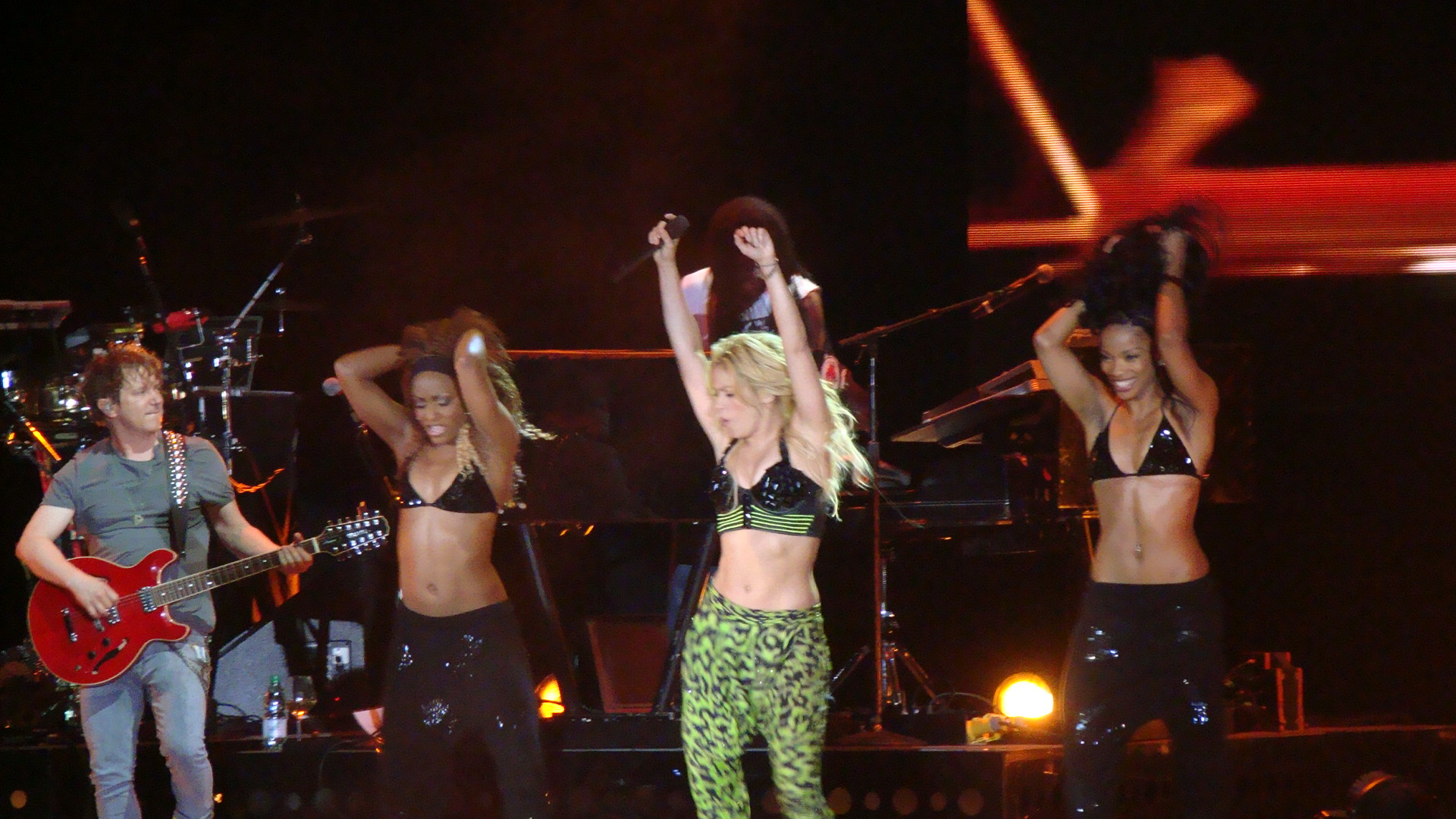
Shakira interpretând „Loca” în timpul concertului susținut în Uruguay parte a turneului „The Sun Comes Out”

În vara anului 2010 Shakira a colaborat cu formația sud-africană Freshlyground, alături de care a lansat înregistrarea „Waka Waka (This Time for Africa)”, imnul oficial al Campionatului Mondial de Fotbal 2010. Compoziția s-a bucurat de succes major la nivel mondial, devenind unul dintre cele mai de succes cântece ale solistei din întreaga sa carieră, ocupând prima poziție într-o serie de ierarhii din Europa și alte teritorii. Piesa s-a comercializat în peste patru milioane de exemplare la nivel mondial, devenind cel mai bine vândut single digital din istoria Cupei Mondiale. De asemenea, videoclipul a devenit unul cunoscut, fiind unul dintre cele mai vizionate clipuri de pe site-ul YouTube. Shakira a interpretat melodia și în timpul ceremoniei de deschidere a evenimentului sportiv, dar și la finalul său, în cadrul ultimei reprezentații ea fiind vizionată de o audiență de peste șapte sute de milioane de telespectatori, din peste două sute de țări. La scurt timp au apărut primele informații conform cărora solista își va lansa cel de-al nouălea album de studio la finele anului 2010. Materialul, intitulat Sale el Sol, reprezintă un proiect bilingv și a fost descris de Shakira drept o retrospectivă, amintindu-i de „diferite ere și nivele” ale carierei sale artistice. Asemeni discului precedent, albumul prezintă și o versiune alternativă, denumită Sun Comes Out, care a fost lansată în anumite părți ale lumii. Primul extras pe single oficial al materialului, „Loca”, a fost lansat în avans, beneficiind de un videoclip filmat în Spania și s-a bucurat de succes într-o serie de teritorii europene. Sale el Sol a devenit al patrulea album de top 10 al Shakirei în Billboard 200, a doborât o serie de recorduri de vânzări în țara natală a solistei și a câștigat poziționări înalte în ierarhiile din Europa. Alte două cântece au fost extrase pe disc single, înregistrarea omonimă titlului albumului și colaborarea cu Pitbull la cântecul „Rabiosa”. În timp ce primul s-a bucurat de succes în Mexic și Spania (unde a obținut locul întâi și, respectiv, opt), cel din urmă a devenit un nou șlagăr pentru solistă la nivel european, ocupând prima poziție în țări precum Polonia sau Spania, devenind totodată cel mai mare succes al albumului de proveniență în Danemarca.
Pe 25 martie 2014 își lansează albumul care îi poartă numele.  Pe 14 august 2015 Disney a anunțat că Shakira va fi vocea personajului Gazelle din Zootopia, film la care a contribuit și cu cântecul „Try Everything”, compus de Sia și Stargate.
De la începutul anului 2016 Shakira lucrează la cel de-al unsprezecelea album al ei. În ianuarie 2018, Shakira a câștigat al treilea premiu Grammy pentru cel mai bun album latino pop, El Dorado.

## Turnee
Primul turneu realizat de Shakira a fost cel pentru promovarea celui de-al treilea album de studio al său, Pies Descalzos. Seria de concerte a vizitat o serie de regiuni din America de Sud și din Mexic, vizitând totodată și orașul Miami, Florida. Spectacolele au fost susținute preponderent în teritorii vorbitoare de limbă spaniolă. La patru ani de la începutul turneului Pies Descalzos, solista a demarat seria de concerte Anfibio, realizat în scopul promovării discului Dónde Están los Ladrones?. Timp de aproximativ două luni de zile Shakira a susținut concerte în țări precum Argentina, Columbia, Uruguay sau Venezuela.

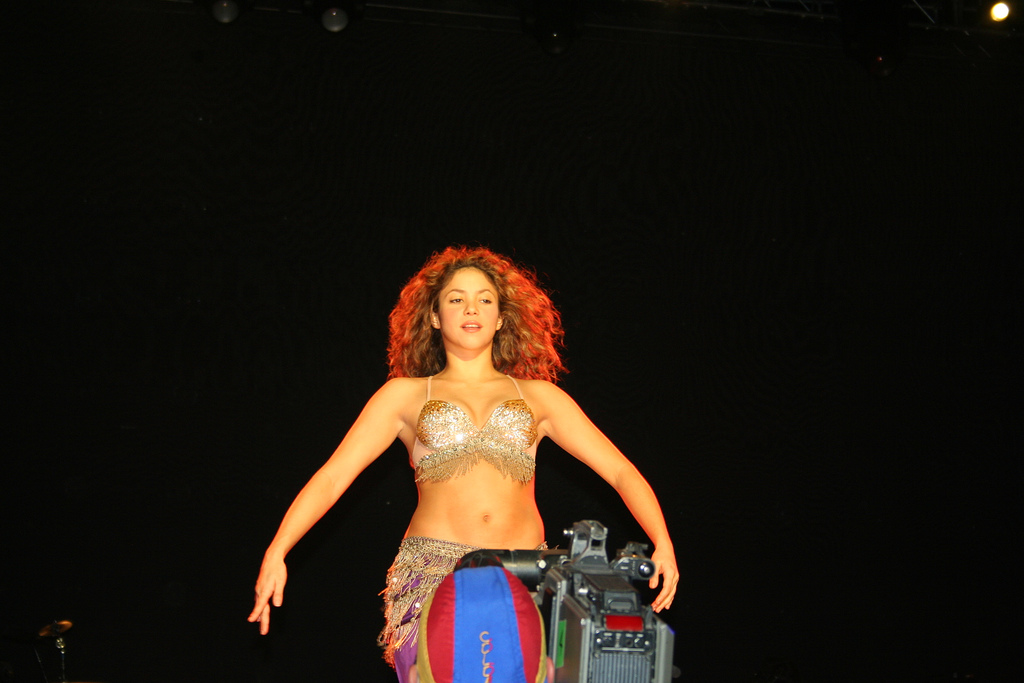
Shakira în timpul turneului Oral Fixation.

În septembrie 2002 Clear Channel Entertainment a anunțat faptul că artista va porni în primul său turneu mondial, în cadrul căruia va susține concerte în treizeci de țări și cincizeci de orașe timp de doi ani, campania promoțională luând sfârșit în anul 2003. Primul recital din Tour of the Mongoose a fost apreciat într-un mod pozitiv de MTV, editorul Corey Moss felicitând-o pe Shakira pentru multiplele abilități afișate în cadrul turneului și comparând-o cu o serie de alți artiști. Astfel, el declară: „Nu numai că a cochetat ca Britney, a cântat la chitară precum Sheryl, și-a mișcat șoldurile la fel ca Elvis, a cântat la muzicuță precum John și a adoptat o poziție politică asemeni formației Rage, ea a făcut toate acestea și chiar mai mult, în mod natural și convingător”. De asemenea, un disc ce conține interpretări din timpul spectacolelor, Live & off the Record (cunoscut și sub numele de En Vivo y en Privado), a fost lansat alături de extrasul pe single „Poem to a Horse”, materialul primind un disc de aur în Mexic.
Un nou turneu a fost susținut între anii 2006 și 2007, acesta promovând albumele Fijación Oral Vol. 1 și Oral Fixation Vol. 2. Turneul Oral Fixation/Fijación Oral a adunat peste 38,6 milioane de dolari americani în 2006, artista fiind plasată pe locul 15 în ierarhia ce evidențiază succesul seriilor de concerte din acest an. De asemenea, procentajul biletelor vândute s-a ridicat la aproximativ 72,71%. În lista amintită solista a depășit muzicieni cunoscuți, printre care: Aerosmith, Black Eyed Peas, Coldplay, Mariah Carey sau U2. Pentru a promova albumele She Wolf și Sale el Sol, solista a pornit într-un nou turneu, intitulat The Sun Comes Out World Tour/Sale el Sol World Tour. Seria de concerte a luat startul pe data de 15 septembrie 2010, primul recital desfășurându-se în Montreal, Canada, vizitând o serie de orașe din Africa, America, Asia sau Europa. Interpreta a schimbat lista compozițiilor prezentate în funcție de fiecare regiune unde turneul s-a oprit în scopuri promoționale. În America de Nord, turneul a strâns aproximativ 16 milioane de dolari americani de-a lungul celor douăzeci și trei de concerte de pe acest teritoriu susținute în mai puțin de două luni. Această reușită, a plasat turneul Shakirei pe locul patruzeci în clasamentul celor mai bine cotate serii de recitaluri ale anului 2010 din America de Nord. Recenziile la adresa spectacolului au fost pozitive, criticii de specialitate felicitând concertele și prezența cântăreței, turneul atrăgând o serie de opinii favorabile din partea unor publicații notabile precum The Los Angeles Times The New York Times sau The Orlando Sentinel. Turneul a fost televizat pe plan mondial de mai multe ori, iar concertele din datele de 13 și 14 iunie 2011 de la Palais Omnisports de Paris-Bercy au fost înregistrate pentru albumul Shakira: Live from Paris, care va fi lansat pe 6 decembrie 2011.

### Shakira în România
Shakira a susținut primul concert în România pe data de 17 iulie 2006. Evenimentul a avut loc la Timișoara, el fiind cuprins în turneul mondial de promovare al albumelor Fijación Oral Vol. 1 și Oral Fixation Vol. 2. Recitalul a fost susținut pe stadionul Dan Păltinișanu, la acesta luând parte aproximativ 25.000 de persoane, cu 15.000 mai puține decât se anticipase. Solista a primit cu această ocazie din partea Uniunii Producătorilor de Fonograme din România și un disc de platină pentru vânzările înregistrate de cele două albume. În timpul concertului artista a interpretat o serie de cântece de succes din repertoriul său, printre care „Don't Bother”, „Hips Don't Lie” sau „La Tortura”, prezentări apreciate ulterior de publicații. De-a lungul orelor petrecute în fața publicului Shakira a schimbat cinci ținute, fiecare fiind utilizată pentru secțiuni diferite ale spectacolului. Solista a revenit în România pentru a susține un concert în cadrul turneului de promovare al albumelor She Wolf și Sale el Sol, eveniment ce s-a desfășurat pe data de 7 mai 2011 în Piața Constituției. Artista a susținut un recital în fața unui public de aproximativ 20.000 de spectatori, reprezentația fiind deschisă de interpretul de muzică pop Smiley și formația Bosquito.

## Stilul muzical și influențele
Shakira îl citează pe John Lennon ca prima ei sursă de inspirație. Ea a crescut ascultând formațiile Led Zeppelin, The Beatles, The Cure și Nirvana. Cântăreața a declarat că „îmi plăcea atât de mult acel sunet de rock, însă datorită faptului că tatăl meu are 100% descendențe libaneze, eram devotată și sonorităților arabice. Cumva reprezint o fuziune între toate aceste pasiuni și muzica mea este o combinație de elemente pe care le pot face să coexiste în același loc, în același cântec”. Interpreta a început să scrie piese în limba engleză în timpul parteneriatului cu fostul ei manager, Emilio Estefan Jr și cu soția lui, Gloria Estefan. După ce aceste înregistrări au avut succes, Shakira a început să se documenteze despre literatura și muzica occidentală. „Trebuia să găsesc o cale prin care să-mi exprim sentimentele în engleză. Așa că am cumpărat câteva dicționare de rime și am citit poezii de autori ca Leonard Cohen și Walt Whitman”.
Primele ei succese comerciale, Pies Descalzos, Dónde Están los Ladrones? și MTV Unplugged i-au determinat pe criticii muzicali să o compare cu Alanis Morissette și Sarah McLachlan. Laundry Service, debutul în limba engleză, conține influențe din muzica andină, tango și Orientul Mijlociu. Primul single al materialului a fost descris de Alex Henderson de la Allmusic astfel: „«Whenever, Wherever» este pentru Shakira ce a fost «Livin' la Vida Loca» pentru Ricky Martin”, iar Yahoo Music a comparat interpretarea din „Underneath Your Clothes” cu cea a lui Jewel. Fijación Oral Vol. 1 este un disc latino-pop, ce conține „înregistrări dansante și balade melodramatice”. Matt Cibula de la PopMatters apreciază varietatea de stiluri abordate, de la rock la bossa nova, new wave sau reggaetón. Oral Fixation Vol. 2 a fost descris ca fiind un album „pop neconvențional”, existând piese influențate de ritmurile latino, euro-disco, rock american și britpop. Shakira a declarat că pe She Wolf a adoptat stilul hip-hop. „Încep să înțeleg și să asimilez muzica hip-hop și influențele din acest gen, așa că încerc să le introduc în compozițiile proprii. Este un lucru nou în viața mea și sunt complet bulversată. Sunt ca un copil ce are o nouă jucărie. Jonglez cu aceste idei noi”.

## Abilitățile artistice

### Compunerea înregistrărilor
Încă de la începutul carierei sale muzicale, Shakira a preferat să își scrie textele compozițiilor abordate. Primul material discografic de studio al solistei, Magia, conține o serie de piese ale căror versuri au fost scrise de artistă pe o perioadă de aproximativ cinci ani de zile, de la vârsta de opt ani până la treisprezece ani, în momentul debutului. Această tendință a continuat odată cu creșterea popularității sale, șlagărul „Estoy Aquí”, fiind realizat preponderent de solistă. Pentru a realiza albumul Laundry Service interpreta a apelat la ajutorul acordat de Emilio Estefan Jr și Gloria Estefan. Despre modul în care au fost compuse cântecele de pe album, Shakira declară: „Când am început să scriu în engleză, pentru prima dată, îmi era greu să vorbesc limba; așa că, scriam cu dicționarul lângă mine, pentru a fi capabilă să găsesc toate resursele de care aveam nevoie”. În urma acestor experiențe a fost creat materialul amintit, prima înregistrare în limba engleză realizată pentru discul Laundry Service fiind șlagărul „Objection”.
Versurile solistei sunt cunoscute și apreciate de critici, cel mai notoriu pasaj fiind în cadrul piesei „Whenever, Wherever”, acesta fiind remarcat de mulți recenzori. La câțiva ani distanță, întrebată despre versurile în cauză, interpreta a declarat: „nu mă puneți să-mi explic versurile, am spus atât de multe lucruri pe care nu ar fi trebuit [să le spun] și oamenii se schimbă [...] și nu trebuia să abordez acel aspect”. Ulterior, făcând referire la pasajele din șlagărul „She Wolf”, ea a mai adăugat faptul că: „scriu aceste lucruri pentru că rimează. Am găsit această metaforă și am crezut că are sens. O mașină de făcut cafea aflată într-un birou are amprentele tuturor pe suprafața ei. Uneori mă simt așa. În momentul în care scriu, subconștientul meu își găsește o cale de a ieși la suprafață”.

### Abilități vocale
Shakira este o altistă, vocea ei fiind numită de The New York Times ca fiind „sălbatică”. Ziaristul Jon Pareles a observat faptul că ea poate interpreta în mai multe moduri: „[ca o] altistă înlăcrimată și arzătoare; [cu un] atac rock pătrunzător; [cu o] cadență feminină; [cu o] intonație șoptitoare. [Interpretarea ei] este lentă dar încăpățânată, având de asemenea impulsurile sale”. Neil McCormick a afirmat că Shakira „are cel puțin patru voci diferite (de la un bocet provenit din adâncul gâtului până la un falset feminin) și le poate alterna cu ușurință, folosind interjecții percutante, ca un ansamblu vocal feminin ce se apropie de orgasm muzical”. Latin Beat Magazine consideră că „abilitățile vocale [ale Shakirei] se bazează pe putere, ambitus și pe acel falset unicat. Ea poate interpreta în forță cântece ce au sonorități rock cu o intonație superbă și clară sau poate susține o notă lungă cu o melodicitate fermecătoare. Falsetul utilizat, o trăsătură importantă a interpretării vallenatolui columbian, este uimitor”. Ernesto Lechner de la Rolling Stone numește vocea Shakirei „un instrument sălbatic și frumos, iar [ea] este capabilă de interpretări arzătoare pline de pasiune muzicală”.

### Dans

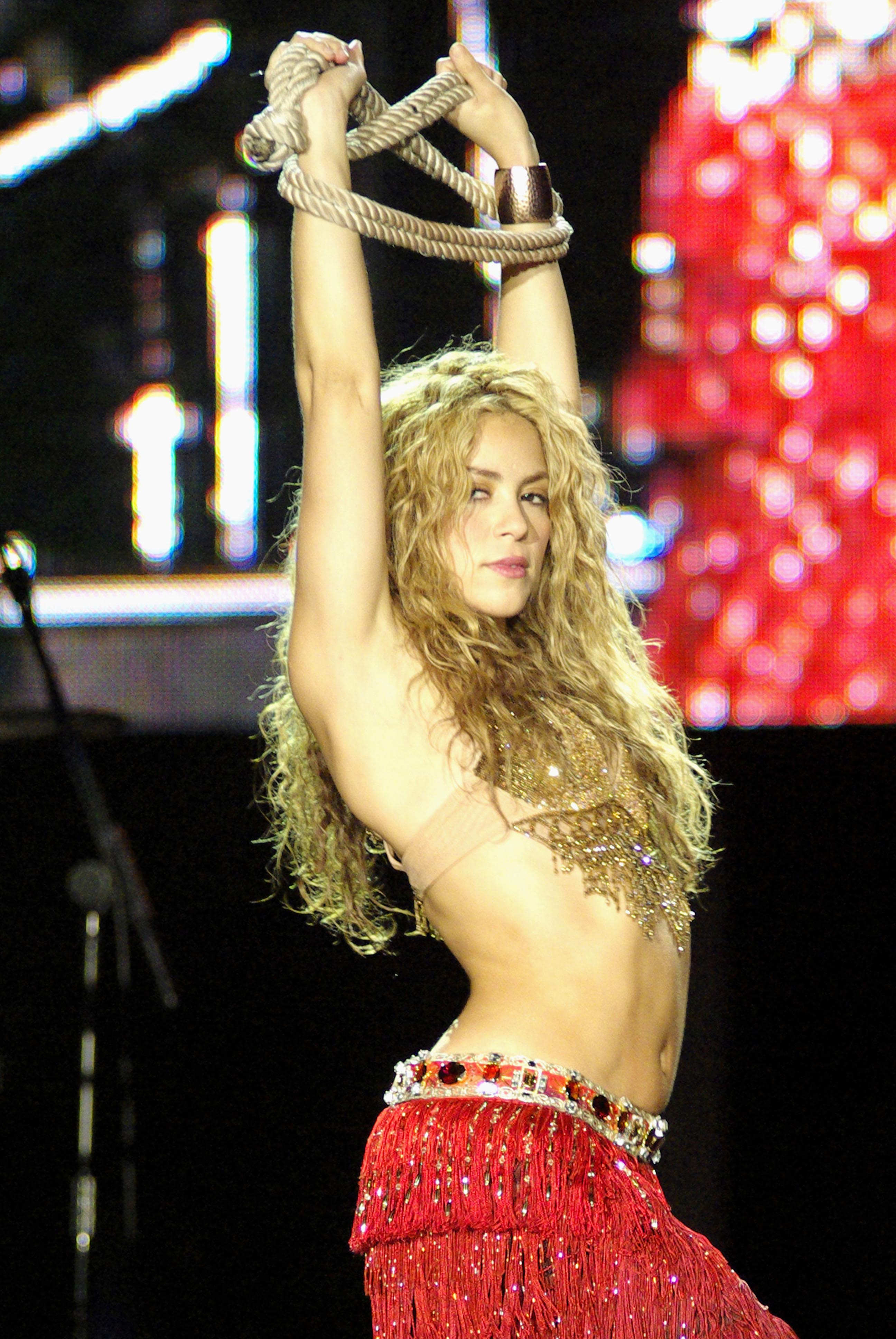
Shakira în timpul unui moment dansant susținut în cadrul unui concert. Mișcările de dans abordate de artistă sunt cunoscute și apreciate de o mulțime de persoane.

Cântăreața este cunoscută pentru mișcările lascive și dansul din buric din videoclipuri și concerte. Shakira a declarat că a văzut pentru prima dată aceasta coregrafie la un restaurant oriental, unde se afla cu tatăl ei. În momentul în care a auzit sunetul de doumbek, toba ce acompaniază dansatoarele de acest gen, „m-a cuprins un instinct natural de a-mi undui șoldurile și de a-mi mișca buricul. M-am îndrăgostit astfel de senzația pe care o ai când te afli pe scenă”. Din acel moment, interpreta repeta în fiecare vineri la Școala Catolică unde învăța. „Chiar dacă dansam în costume în care îmi arătam abdomenul, călugărițele considerau această coregrafie o artă”. Ulterior, ea a exersat mișcări noi alături de bunica sa libaneză. Într-un interviu acordat postului MTV, Shakira a susținut faptul că obișnuia să încerce să dea cu banul cu ajutorul buricului. Pentru ca în dansurile sale să existe varietate, artista se uita la filmele de la Bollywood pentru a se inspira. Coregrafia sa s-a îmbunătățit, iar în scurt timp ea putea executa variate mișcări din buric.
Cântăreței i se atribuie meritul de a aduce în cultura pop acest tip de dans. Pentru premiile MTV Video Music Awards 2006, ea a colaborat cu coregraful Farah Khan (care a conceput mișcările din videoclipul piesei „Hips Don't Lie”), Shakira dansând în stilul tradițional indian. De asemenea, ea a mai lucrat și cu Bozenka sau Jamie King pentru a crea diverse coregrafii. Solista a realizat și coregrafia prezentată în videoclipul înregistrării „Beautiful Liar”, colaborarea sa cu Beyoncé, aceasta declarând despre Shakira faptul că „a fost o experiență fantastică să lucreze cu ea”. Interpreta a declarat despre „She Wolf”: „M-am antrenat foarte mult pentru acest videoclip - aproape o lună. Voiam să arăt bine și să nu-mi fie rușine de mine. Mă dureau toți mușchii. Am suferit zile întregi, doar pentru că am exagerat”. Pentru „Did It Again”, ea a angajat un specialist din Islanda și a fost inspirată de dansatorii marocani ai secolului XIX.

## Viața personală

### Viața de cuplu
În anul 2000 artista a început o relație cu Antonio de la Rúa, fiul președintelui de atunci al Argentinei, Fernando de la Rúa. De-a lungul anilor în presa internațională au existat diverse articole cu privire la cei doi.

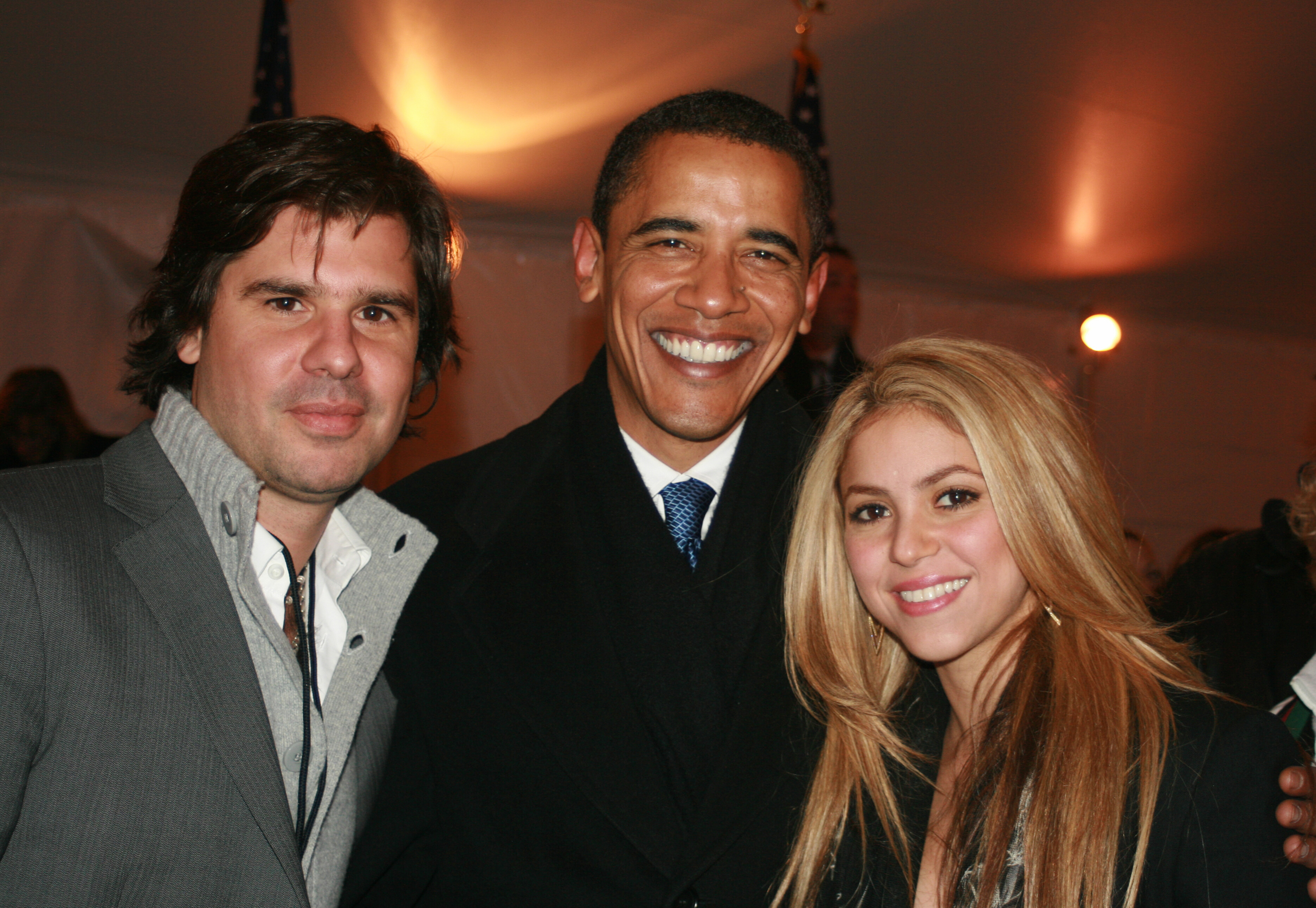
Shakira alături de logodnicul său, Antonio de la Rúa (stânga) și de Barack Obama.

În iunie 2007 au început o serie de zvonuri în presa latino-americană conform cărora cuplul s-a destrămat. Cu toate acestea, cuplul fusese văzut în timpul unei întâlniri desfășurate într-un restaurant, lucru ce infirma articolele de presă apărute anterior. Ulterior, au apărut diverse informații conform cărora artista și de la Rúa erau pregătiți să își oficializeze relația, însă totul a fost negat de solistă, care declara: „Obișnuiam să cred că trebuie să mă căsătoresc și că trebuie să am copii. [...] Dar noi ne comportăm ca și un cuplu căsătorit; nu avem nevoie de acte pentru asta”. De asemenea, Shakira a declarat în numărul din noiembrie 2009 al revistei Rolling Stone faptul că nu dorește să se căsătorească deoarece nu vrea să ocupe primele pagini ale ziarelor de scandal cu știri senzaționale în cazul în care ar ajunge pe punctul de a divorța, publicația citând-o: „Este amuzant modul în care ziarele doresc să te vadă căsătorit, pentru ca mai apoi să te vadă divorțat. Ei bine, eu nu voi face niciuna dintre acestea”..
Totuși, interpreta afirma faptul că își dorește să întemeieze o familie, declarând: „Eu nu-mi fac probleme din pricina faptului că nu suntem căsătoriți. Ne comportăm ca și un cuplu căsătorit, chiar dacă noi nu suntem căsătoriți. Dar am fost împreună timp de nouă ani și am ajuns la un consimțământ și ne gândim să avem copii”. În ianuarie 2011 Shakira a anunțat că s-a despărțit de Antonio de la Rua, iar în luna martie a confirmat oficial pe Twitter relația dintre ea și fundașul clubului FC Barcelona Gerard Pique, prezentându-l drept „soarele meu”. În septembrie 2012 solista a confirmat printr-un mesaj pe pagina sa oficială de Facebook faptul că este însărcinată, așteptând primul său copil alături de Pique, declarând totodată faptul că își va suspenda toate activitățile promoționale până la naștere.
La data de 22 ianuarie 2013, la ora 21:36 Shakira a devenit mamă, născând în spitalul Teknon din Barcelona, prin operație cezariană, un băiat pe care împreună cu tatăl acestuia, Gerard Pique, l-au numit Milan.

### Interese personale
Conform declarațiilor făcute de impresarul artistei, Fifi Kurzman, Shakira a studiat timp de ani de zile pe cont propriu. De asemenea, Kurzman a declarat faptul că solista este interesată de istoria și limbile țărilor pe care le vizitează. În luna august a anului 2007, după încheierea turneului de promovare pentru albumele Fijación Oral Vol. 1 și Oral Fixation Vol. 2, artista a urmat un curs de „Introducere în civilizația occidentală: Civilizațiile antice din preistorie până în 843 d.Hr.” (în engleză „Introduction to Western Civilization: Ancient Civilizations from Prehistory to Circa A.D. 843”) în cadrul Universității UCLA din Los Angeles, California.

## Filantropie și activități umanitare

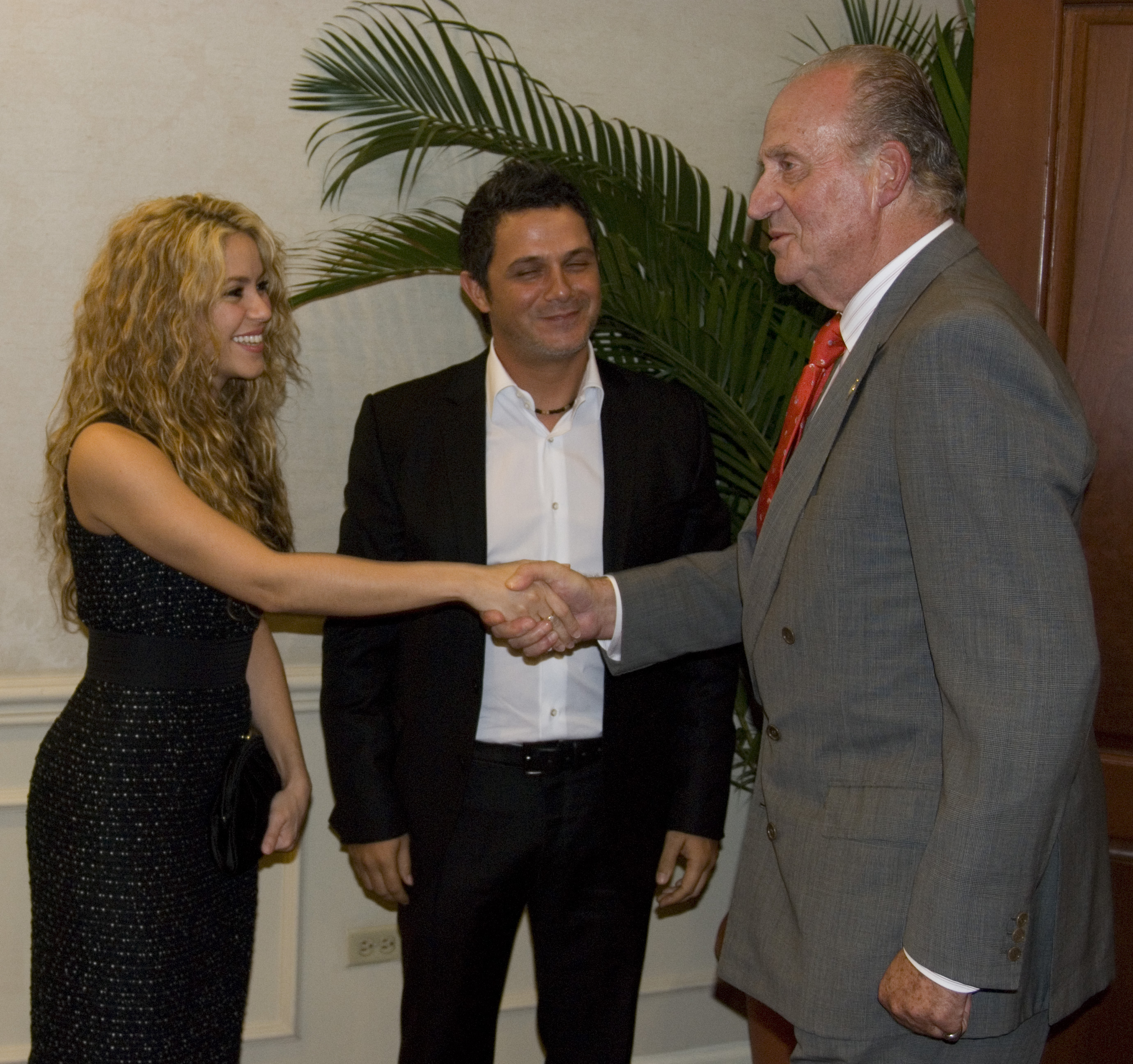
Shakira în compania lui Alejandro Sanz și a regelui Spaniei, Juan Carlos I, în timpul unui summit în anul 2008.

În anul 1995 solista a inițiat Fundația Pies Descalzos, un program caritabil ce deține o serie de școli speciale pentru copii cu o situație materială precară din Columbia. Interpreta este un Ambasador UNICEF al Bunăvoinței și unul dintre reprezentanții organizației la nivel global. Directorul executiv al organizației, Carol Bellamy, a felicitat-o în mod deschis pe artistă pentru implicarea sa în acțiuni umanitare și pentru suportul oferit agenției, declarând: „Shakira, precum și toți ceilalți Ambasadori ai Bunăvoinței, a fost aleasă în baza compasiunii sale, implicarea sa în problemele mondiale, angajamentele sale profunde realizate pentru a-i ajuta pe copii și darul său de a-i atrage pe cei tineri. Suntem foarte încântați de faptul că Shakira s-a alăturat familiei UNICEF. Sunt convins că ea va ajuta să facem cunoscută misiunea UNICEF audienței care va avea un impact major asupra viitorului nostru — asupra generației tinere”.

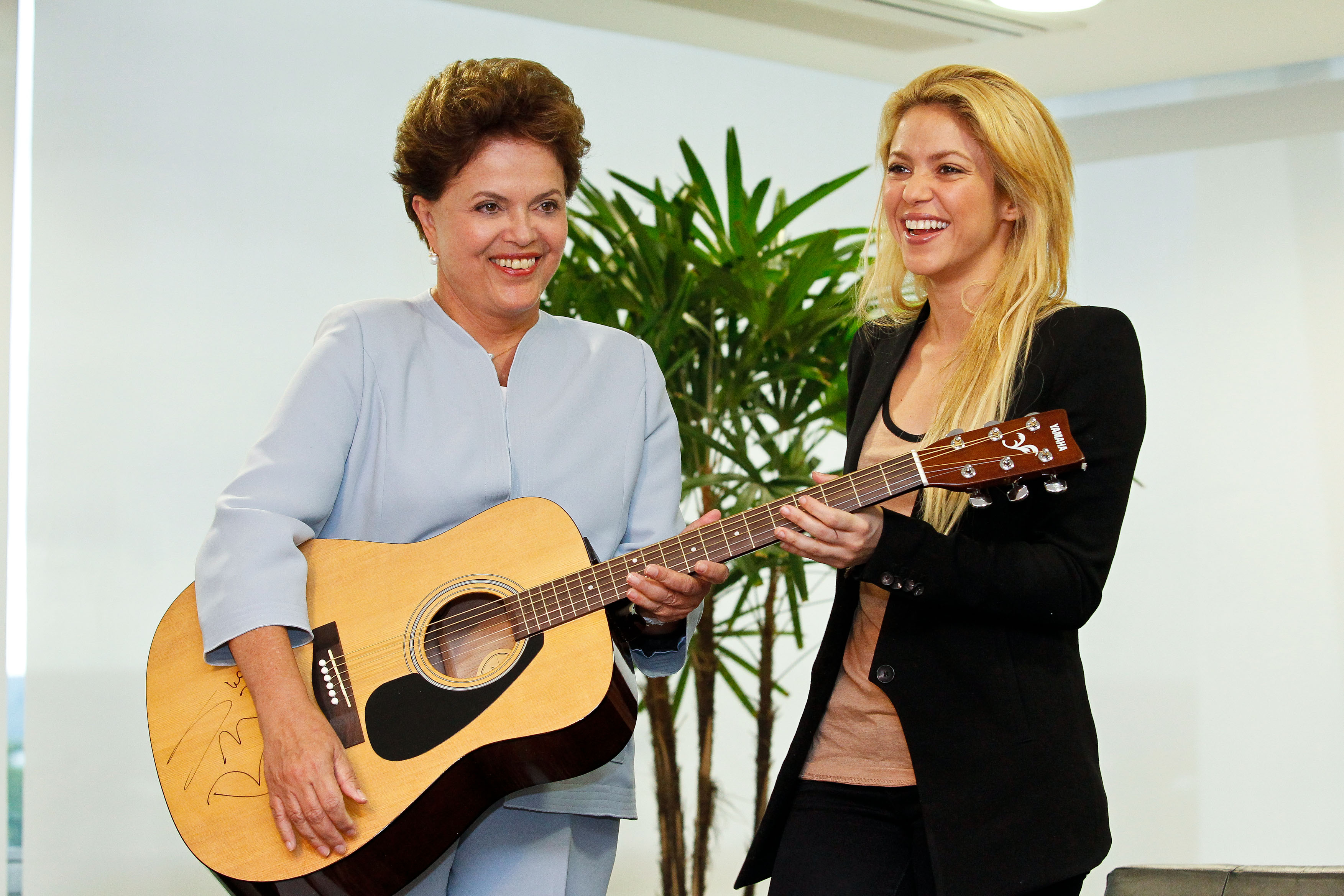
Președintele Braziliei Dilma Rousseff primind o chitară la licitația în scopuri caritabile a Shakirei din 2011.

În aprilie 2006 cântăreața a primit o distincție din partea Organizației Națiunilor Unite pentru faptul că a fondat fundația Pies Descalzos. În cadrul evenimentului Shakira a declarat: „să nu uităm faptul că la finele zilei când toți ne vom îndrepta spre case, 960 de copii vor fi murit în America Latină”. La mai mult de un an, pe 28 septembrie 2007 s-a dezvăluit faptul că solista a primit suma de 40 de milioane de dolari de la guvernul spaniol pentru a ajuta victimele dezastrelor naturale. Alte cinci milioane au fost donate pentru câteva țări din America Latină, aceste fonduri fiind destinate pentru sănătate și educație. De asemenea, în același an organizația America Latina en Accion Solidaria, asociație în care se află și Shakira, a atras fonduri de aproximativ două sute de milioane de dolari.
La finele anului 2007 artista a vizitat Bangladeshul, ajutând la distribuirea materialelor ce veneau în sprijinul victimelor Ciclonului Sidr. Publicația People en Español a desemnat-o pe Shakira, în numărul său din decembrie 2008-ianuarie 2009, personalitatea anului în domeniul activităților umanitare în cadrul distincțiilor Las Estrellas del Año. Pe data de 7 decembrie 2009 solista a susținut un discurs referitor la activitățile sale umanitare, în cadrul Universității Oxford. În timpul petrecut în incinta instituției artista a declarat următoarele: „acesta este modul în care vreau să fim văzuți de tinerii anului 2060: Faptul că misiunea noastră care vine în sprijinul păcii mondiale consistă în trimiterea unui număr de 30.000 de educatori în Afganistan, nu 30.000 de soldați. Aș dori să se vadă că în 2010 educația mondială a devenit mai importantă decât dominația mondială”.
În februarie 2011, Fundația FC Barcelona și Pies descalzos au ajuns la un acord privind educarea copiilor prin sport. Din 5 octombrie 2011 Shakira este membră a Inițiativei Casei Albe pentru excelență în educarea hispanicilor. Shakira a primit pe data de 9 noiembrie 2011 premiul „Persoana anului” din partea Academiei de Înregistrări Latino pentru filantropie și contribuțiile aduse muzicii latino.

## Controverse
În august 2014, un judecător newyorkez, a considerat la finalul unui proces care a vizat încălcarea drepturilor de autor, că hitul "Loca", lansat în 2010, plagiază un cântec compus de un muzician dominican în 1998.
Judecătorul federal Alvin Hellerstein a estimat, că "Loca" este "o copie ilegală" a unui cântec lansat de compozitorul dominican Ramon Arias Vasquez, cunoscut sub numele de scenă Arias.

## Recorduri
În iulie 2014, Shakira a devenit prima celebritate care a trecut de 100 de milioane de fani pe Facebook, depășindu-i pe Eminem și Rihanna, ai căror pagini aveau 91,9 milioane și, respectiv, 89 de milioane de fani.

## Discografie
Albume de studio
| - Magia (1991) - Peligro (1993) - Pies Descalzos (1995) - Dónde Están los Ladrones? (1998) - Laundry Service (2001) - Fijación Oral Vol. 1 (2005) - Oral Fixation Vol. 2 (2006) | - She Wolf (2009) - Sale el Sol (2010) - Shakira (2014) - El Dorado (2017) - Las Mujeres Ya No Lloran (2024) |

## Filmografia
- 1996 - El oasis - Serial TV
- 2002 - Taina - Serial TV - episod 8 stagione 2
- 2002 - Six Feet Under - Serial TV - episod 12 stagione 2
- 2007 - Dare to Love Me
- 2009 - Ugly Betty - Serial TV - episod 8 stagione 4
- 2010 - I maghi di Waverly - Serial TV - episod 12 stagione 3
- 2010 - Melrose Place - Serial TV - episod 16 stagione 1